# Tarantela

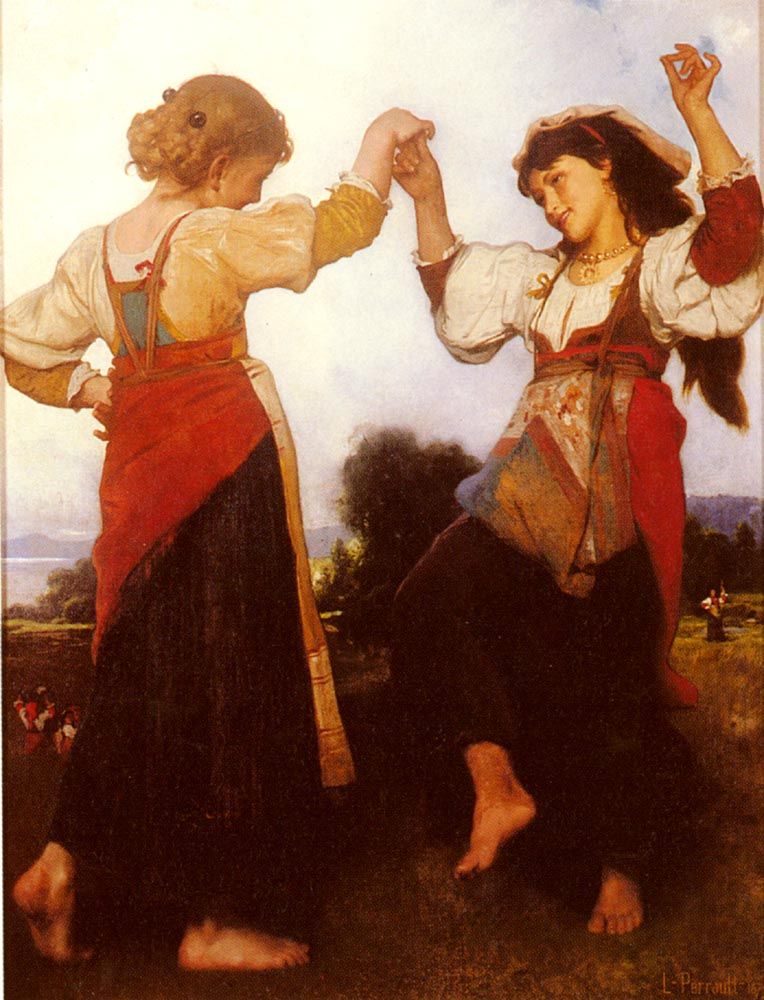
Obraz Léona Perraulta

Tarantela (wł. tarantella) – włoski taniec ludowy, z Neapolu.
Charakteryzuje się ściśle ustaloną rytmiką, opartą na jednostajnym pochodzie drobnych wartości rytmicznych; tempo szybkie, najczęściej w metrum 6/8, jednak zdarzają się także wykonania w metrum 3/8.
Nazwa pochodzi prawdopodobnie od miasta Taranto lub nazwy pająka – tarantuli, według wierzeń ludowych taniec miał leczyć z jadowitego ukąszenia.
Od XIX wieku, w formie stylizowanej, pojawił się w muzyce poważnej.